# 班普尔考古博物馆
班普尔考古博物馆（英語：Archaeological Museum Banbhore）是指一个坐落于巴基斯坦信德省班普尔的考古博物馆。该博物馆由巴基斯坦政府于1960年8月21日建立，于1967年5月14日正式开幕。2010年5月，班普尔考古博物馆被信德省文化部接管。

## 历史
班普尔是一座历史久远的考古遗址，是一座拥有2100多年历史的城市。该城市距卡拉奇约64公里，是十世纪竹林首领的首府。在大多数历史书中，一些历史学家将班普尔命名为提䫻。在该城市的沿岸有一个已被提交申请成为世界遗产的古代港口，即班普尔港。这个城市也是伊斯兰教的里程碑，是伊斯兰教从巴布霍尔市进入次大陆的重要途径地。大量铁铜器、首饰、陶瓷器等文物被展示于班普尔考古博物馆中。